# Saw: Spiral
Saw: Spiral (Originaltitel: Spiral: From the Book of Saw; alternativ auch bekannt als Saw 9: Spiral oder Spiral: Saw – Das neue Kapitel) ist ein US-amerikanischer Horror-Thriller von Regisseur Darren Lynn Bousman aus dem Jahr 2021. Es handelt sich um den neunten Teil der Saw-Filmreihe, der jedoch keine direkte Fortsetzung zum Vorgängerfilm Jigsaw (2017) ist, sondern nur in der Zeitlinie der vorigen Filme spielt. Die Idee der Geschichte stammt von Hauptdarsteller Chris Rock, während Josh Stolberg und Pete Goldfinger das Drehbuch schrieben. Es ist der erste und bisher einzige Teil der Reihe, in der Hauptdarsteller Tobin Bell als Jigsaw nicht auftritt.
Im Fokus des Films stehen von Chris Rock und Max Minghella verkörperte Ermittler, die eine Reihe von mysteriösen Mordfällen untersuchen, welche einem Nachahmungstäter des verstorbenen Jigsaw-Killers John Kramer zugeschrieben werden.
Saw: Spiral kam am 14. Mai 2021 in die US-amerikanischen Kinos und startete nach mehrfacher Verschiebung des Starttermins durch die COVID-19-Pandemie am 16. September 2021 auch in Deutschland.

## Handlung
Der Film eröffnet auf einer Parade des Vierten Julis, auf welcher der Polizist Marv Boswick einen Taschendieb bis in eine unterirdische Kanalisation verfolgt, wo er überraschend von einer Gestalt mit einer Schweinemaske angegriffen und betäubt wird. Als Boswick wieder erwacht, findet er sich mit einer Apparatur an seiner Zunge aufgehängt in einem U-Bahn-Tunnel wieder, wo er per Videobotschaft von einem unbekannten Killer die Aufgabe bekommt, sich die Zunge abzureißen, bevor ihn der nächste anfahrende Zug erfassen wird. Boswick gelingt es nicht, sich unter der vorgegebenen Zeit zu befreien, und wird schließlich von einem heranfahrenden Zug erfasst und getötet.
Abseits dieses Vorfalls infiltriert der Polizei-Detective Ezekiel Banks als verdeckter Ermittler einen Drogenring. Detective Ezekiel Banks, genannt Zeke, der gerade eine Scheidung mit seiner ihn betrügenden Ex-Frau durchmacht und aufgrund seines einzelgängerischen Handelns in seinem Undercover-Einsatz scheitert, gerät durch sein aufmüpfiges Verhalten mit der Abteilungsleiterin der örtlichen Polizei, Angie Garza, aneinander. Diese teilt Zeke daher den jungen Polizisten William Schenk als neuen Partner zu, der gerade erst von der Polizeiakademie kommt. Zeke und William werden schließlich an den Tatort in den U-Bahn-Tunnel beordert, in dem ihr Kollege Marv Boswick ums Leben kam. Kurz nach Beginn der ersten Ermittlungen wird im Büro der Polizeiwache eine geheimnisvolle Box für Zeke abgegeben, in welcher er eine Botschaft des Killers findet, der direkt an Zeke gerichtet offenbart, mit seinen tödlichen „Spielen“ die hiesige Polizei reformieren zu wollen, um diese von Korruption zu befreien. In einer weiteren Box finden sie die abgetrennte Zunge von Marv Boswick und erfahren durch dessen beigelegte Dienstmarke, dass es sich bei der Leiche im U-Bahn-Tunnel um ihren Kollegen handelt. Für alle Beteiligten weist dieser rätselhafte Mord große Parallelen zu der Mordserie des Jigsaw-Killers auf. Alles deutet zunächst darauf hin, dass es sich bei diesem Killer um keinen neuen Gehilfen, sondern viel mehr um einen Nachahmer von John Kramer handelt.
Kurz darauf wird Detective Fitch, ein weiterer Polizist, in einer zweiten Falle des Killers gefunden. Fitch ignorierte bei einem gemeinsamen Einsatz einst den Hilferuf von Zeke, woraufhin dieser beinahe an einer Schussverletzung gestorben wäre. In der Falle muss Fitch sich in einem Wasserbecken sitzend seine Finger, die an mehreren Kabeln befestigt sind, abreißen, um nicht von elektrischen Schlägen getötet zu werden. Dem Detective gelingt es zwar, sich mehrere Finger abzureißen, jedoch überlebt auch er die Falle nicht. Als die Leiche von Fitch gefunden wird, fällt der Verdacht auf Zeke, welcher wegen seiner gemeinsamen Vergangenheit mit Fitch ein plausibles Motiv hätte.
In einer Kirche besuchen Zeke und William den bereits pensionierten Polizisten Peter Dunleavy, welchen sie wegen mehrerer Korruptionsfälle in der Vergangenheit ebenfalls für ihre Ermittlungen befragen wollen. Dunleavy tötete einst einen wehrlosen Mann an dessen Haustür vor den Augen seines kleinen Sohnes, weil dieser zugesagt hatte, gegen mehrere korrupte Polizisten auszusagen.
Am nächsten Tag bekommt Zeke, dessen Vater, der Polizei-Veteran Marcus Banks, völlig spurlos verschwunden ist, eine weitere Box des Killers, in welcher er eine Schweine-Marionette und ein herausgeschnittenes Hautstück von William entdeckt. Dieser Fund führt ihn zu einer Metzgerei, wo er die gehäutete Leiche von William Schenk sowie ein Tonbandgerät findet, welches seinen Partner als ein vermeintlich weiteres Opfer des Killers kennzeichnet. Nach diesem Mord geraten Zeke, sowie auch sein Vater, erneut in den Verdacht, etwas mit der Sache zu tun zu haben.
Als nächstes Opfer des neuen Jigsaw-Killers findet sich Angie Garza in einer Falle im Archiv der Polizeistation, das im Keller liegt, wieder. Liegend festgeschnallt muss sie sich mit einer scharfen Klinge die Wirbelsäule durchtrennen, um heißem Wachs zu entgehen, welches nach und nach auf ihr Gesicht tropft. Nachdem auch Angie in der Falle ums Leben kommt, entdeckt Zeke, dass mehrere Minuten Videomaterial wichtiger Überwachungsaufnahmen, die den Killer bei der Präparierung der Falle gezeigt hätten, gelöscht wurden. Als er Peter Dunleavy erneut in der Kirche aufsuchen will, da dieser nachweislich als letzter Zugriff auf das Videoarchiv hatte, wird Zeke von dem Killer mit der Schweinemaske attackiert und betäubt.
Zeke wacht in einer Lagerhalle auf, mit der Hand an ein Abflussrohr angekettet, und findet als Hilfsmittel bloß eine Säge neben sich liegen. Jedoch kann er sich mit einer Haarnadel, die er auf dem Boden findet, von den Handschellen befreien. Etwas weiter neben sich entdeckt er Dunleavy, der an der Decke festgekettet ist. Durch eine Nachricht des Killers, der von Dunleavys düsterer Vergangenheit weiß, bekommt Zeke die Optionen, seinen ehemaligen Partner zu retten oder ihn für sein Vergehen sterben zu lassen. Währenddessen beginnt ein umgebauter Glaszerkleinerer in hoher Geschwindigkeit mit Glassplittern auf Dunleavy zu schießen. Zeke entscheidet sich, diesem zu helfen, doch Dunleavy ist bereits an seinen schweren Verletzungen gestorben, ehe er ihn befreien kann.
In einem weiteren Raum trifft Zeke schließlich auf seinen vermeintlich toten Partner William Schenk, der sich als der gesuchte Jigsaw-Nachahmer entpuppt. Er erörtert Zeke, dass er seinen Tod nur vorgetäuscht hat, und enthüllt, dass sein Vater Charlie Emmerson einst der unschuldige Mann war, den Peter Dunleavy ermordet hatte. Für seine Vergeltung an dem korrupten Polizeisystem ließ er sich von den Taten John Kramers und dem Spiralen-Symbol als Zeichen für Fortschritt und Wandlung inspirieren. William bietet Zeke die Zusammenarbeit für weitere tödliche Spiele an Polizisten an, woraufhin Zeke dieses Angebot zunächst zögernd annimmt – jedoch nur um zu seinem Vater zu gelangen, den William auch in seiner Gewalt hat und mit Zekes Handy durch SMS-Nachrichten im Namen seines Sohnes ködern konnte, zu ihm ins Lagerhaus zu kommen. Dies war auch der Grund dafür, weshalb Marcus plötzlich verschwunden war.
Um seine Loyalität zu ihm zu testen, unterzieht William Zeke einem finalen Test, bei dem dieser seinen Vater Marcus in einer Falle an Drähten in der Luft hängend vorfindet, der durch mehrere Schläuche in den Venen immer mehr Blut verliert. William offenbart Zeke, dass Marcus Banks während seiner Dienstzeit ebenfalls Korruption innerhalb seiner Polizeiwache duldete und Verbrecher, gemeinsam mit Angie Garza, sogar absichtlich unter Schutz nahm. Bei dem Test muss Zeke zwischen den Optionen wählen, entweder mit seiner Waffe auf ein Ziel zu schießen, um seinen Vater zu befreien, aber die Flucht von William in Kauf zu nehmen, oder diesen zu töten, aber dadurch wiederum Marcus sterben zu lassen. Unterdessen ruft William mit seinem Handy die Polizei und fingiert eine Schießerei, um diese in das Lagerhaus zu locken. Zeke schießt mit seiner Pistole, die bloß mit einer einzigen Kugel geladen ist, auf das spiralförmige Ziel und kann seinem Vater damit vorerst zurück auf den Boden verhelfen, und greift daraufhin William an. Als das Sondereinsatzkommando der Polizei in das Gebäude einfällt, löst dieses ungewollt einen Mechanismus durch einen von William zuvor präparierten Draht an der Tür aus, der Marcus an seinen Drähten erneut in die Luft hebt und diesen zu einer lebendigen Marionette macht. In der Zeit, in der Zeke weiterhin in den Kampf verwickelt ist, fährt an der Vorrichtung von Marcus eine Schrotflinte aus, und die Apparatur hebt seinen Arm in die Höhe, woraufhin die Polizisten ihn für einen Angreifer halten und Marcus vor den Augen des entsetzten Zeke erschießen, der bereits vorher von der Polizei gestellt wurde. William kann von dem Sondereinsatzkommando unbemerkt in einem Fahrstuhl flüchten.

## Produktion
Mitte Mai 2019 wurde seitens Lionsgate ein neunter Saw-Film angekündigt, der unter der Regie von Darren Lynn Bousman entstehen soll, welcher zuvor bereits die Teile zwei bis vier inszenierte. Die Jigsaw-Autoren Josh Stolberg und Pete Goldfinger sind dabei erneut für das Drehbuch verantwortlich, das auf einer Geschichte vom Comedian Chris Rock basiert, der laut eigener Aussage ein großer Fan des Franchise ist. Rock kam demnach auf Lionsgate zu und konnte das Studio mit seiner „fantastischen Vision, die die Welt des berüchtigten Jigsaw-Killers erweitert und neu visualisiert“ überzeugen. So spielt Saw: Spiral an einem heißen Sommertag, wobei Hitze ein wichtiges Thema ist und durch die Sonne eine zunehmend klaustrophobische Stimmung erzeugt wird. Auch sollte der Film, laut Darren Lynn Bousman, anders als die vorherigen Teile der Reihe, weniger Elemente des Splatter- und Gore-Genres beinhalten und sich – ähnlich wie Saw (2004) – mehr auf die Charaktere, Spannung und Angst fokussieren. Tonal sollte der Film stark an den Thriller Sieben (1995) von David Fincher erinnern. Von diesem Film ließ sich Chris Rock auch für die Idee von Saw: Spiral inspirieren. Nichtsdestotrotz enthalte der Film die für die Filmreihe typischen Wendungen und Plot Twists, allerdings auch erstmals eine Humorkomponente.
Als Produzenten fungierten Mark Burg und Oren Koules, während Rock, Daniel J. Heffner, sowie James Wan und Leigh Whannell, die ursprünglichen Schöpfer der Saw-Filme, als ausführende Produzenten tätig waren. Mit dem Drehbeginn wurde bestätigt, dass Chris Rock, Samuel L. Jackson, Max Minghella und Marisol Nichols in Hauptrollen zu sehen sein würden. Während Rock einen Polizisten verkörpern solle, der eine neue „Fallen-Mordserie“ untersucht, spiele Jackson seinen Vater Marcus, Minghella seinen Partner und Nichols seine Vorgesetzte. Wenig später wurden Chris Ramsay in einer Nebenrolle und Nazneen Contractor als eine Gerichtsmedizinerin gecastet.
Die Dreharbeiten begannen Anfang Juli 2019 unter dem Arbeitstitel The Organ Donor in Toronto. Als Kameramann fungierte Jordan Oram. Am 28. August verkündete Regisseur Bousman, dass man die Dreharbeiten abgeschlossen habe. Die Filmmusik komponierte Charlie Clouser, welcher bereits bekannt für die berühmte Titelmelodie der Saw-Reihe, sowie den Musikscore aller bisherigen Teile, war. Der britische Rapper 21 Savage lieferte das Titellied Spiral, welches auch im fertigen Film zu hören ist.
Am 5. Februar 2020 wurde durch die Veröffentlichung eines ersten Trailers sowie eines Filmposters der Originaltitel Spiral: From The Book of Saw bekannt. Im deutschsprachigen Raum wird der Film als Saw: Spiral oder auch als Spiral: Saw – Das neue Kapitel vermarktet. Wechselweise wird dem Film auch trotz seiner eigentlichen Funktion als Ableger der Reihe der Titel Saw 9: Spiral zugewiesen. Ein zweiter Trailer wurde am 30. März 2021 veröffentlicht und ein erster zweiminütiger deutscher Trailer am 18. Mai 2021. Im Rahmen dessen wurde auch ein offizielles deutsches Filmposter vorgestellt. Ursprünglich war der US-amerikanische Kinostart für den 23. Oktober 2020 vorgesehen. Im Juli 2019 wurde dieser Termin aufgrund des zeitgleich geplanten Kinostartes von Halloween Kills um fünf Monate auf den 15. Mai 2020 vorgezogen. In Deutschland sollte Saw: Spiral bereits einen Tag zuvor in die Kinos kommen. Aufgrund der COVID-19-Pandemie wurde der US-Starttermin zunächst auf den 21. Mai 2021 verschoben, und später eine Woche auf den 14. Mai 2021 vorgezogen. Nur zweieinhalb Wochen nach diesem Kinostart erschien der Film am 1. Juni 2021 in den Vereinigten Staaten, Kanada und einigen weiteren Ländern digital auf diversen Streamingdiensten als Video-on-Demand. In Deutschland startete der Film am 16. September 2021 in den Kinos. Damit handelt es sich um den ersten Saw-Film, der nicht im Oktober anlief.

## Synchronisation
Die deutschsprachige Synchronfassung entstand nach einem Dialogbuch und unter der Dialogregie von Pierre Peters-Arnolds bei Cinephon.
| Rolle                             | Darsteller        | Synchronsprecher         |
| --------------------------------- | ----------------- | ------------------------ |
| Detective Ezekiel „Zeke“ Banks    | Chris Rock        | Oliver Rohrbeck          |
| Marcus Banks                      | Samuel L. Jackson | Engelbert von Nordhausen |
| Detective William Schenk/Emmerson | Max Minghella     | Nico Sablik              |
| Captain Angie Garza               | Marisol Nichols   | Katrin Zimmermann        |
| Kara Boswick                      | Zoie Palmer       | Mareile Moeller          |
| Lisa Banks                        | Genelle Williams  | Sandrine Mittelstädt     |
| Peter Dunleavy                    | Patrick McManus   | Viktor Neumann           |
| Detective Marv Boswick            | Dan Petronijevic  | Pierre Peters-Arnolds    |
| Detective Drury                   | K. C. Collins     | Florian Clyde            |
| Detective Kraus                   | Edie Inksetter    | Katharina Spiering       |
| Detective Fitch                   | Richard Zeppieri  | Wolfgang Müller          |
| Officer Jeannie Lewis             | Ali Johnson       | Johanna von Gutzeit      |
| Charlie Emmerson                  | Frank Licari      | Tom Solo                 |
| Detective O’Brien                 | Thomas Mitchell   | Matthias Klie            |

## Soundtrack
Der 26 Musikstücke umfassende Soundtrack von Charlie Clouser wurde am 21. Mai 2021 digital durch Lakeshore Records veröffentlicht. Bereits am 30. April 2021 erschien der Titelsong Spiral von 21 Savage als Single-Auskopplung.
1. Titles
2. Train Tunnel
3. Reprimands
4. Pilates
5. Boz Body
6. Horrorshow
7. It’s Boz
8. Boz Wife
9. Cameras Work
10. Grab Fitch
11. Pops Food
12. Deliver Stick
13. Pig Truck
14. Tide Rising
15. Money Bucket
16. Waste Time
17. Puppet Box
18. Wax Angie
19. No Glitch
20. Pops Explores
21. You OK?
22. OK, You
23. Glass Thrower
24. Gotta Be Kidding
25. Be Partners
26. Zepp Nine

## Rezeption

### Altersfreigabe
Saw: Spiral wurde in den Vereinigten Staaten von der MPA aufgrund „Szenen von grausamer, blutiger Gewalt und Folter, obszöner Sprache, einigen sexuellen Anspielungen und kurzem Drogenkonsum“ mit einem R-Rating versehen. In Deutschland erhielt der Film von der FSK keine Jugendfreigabe.

### Kritiken

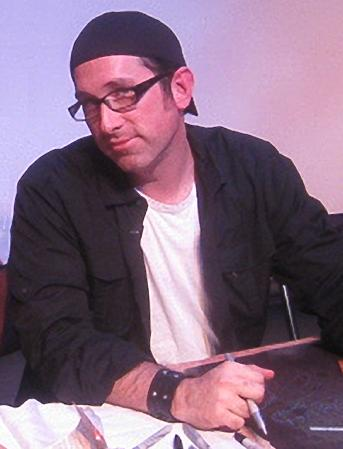
Regisseur Darren Lynn Bousman

Die ersten Kritiken des Films kurz nach seiner Veröffentlichung in den Vereinigten Staaten waren sehr gemischt. Auf Rotten Tomatoes fielen 37 % der gelisteten Kritiken positiv aus, während Saw: Spiral bei Metacritic einen Metascore von 40 von 100 möglichen Punkten erhielt. Auf der Filmbewertungsseite Letterboxd erreichte der Film eine durchschnittliche Bewertung von 2,5.
Der Filmproduzent- und Kritiker Jeff Heimbuch bezeichnete den Film als „[…] beste Fortsetzung eines Horrorfilms […]“, die er je gesehen hätte, und lobte die neue tonale Richtung, die Darren Lynn Bousman mit dem Film innerhalb des Saw-Franchise einschlagen würde. Fred Topel von Showbiz Cheat Sheet nannte das Ende des Films die „[…] schockierendste Wendung […]“ aller bisherigen Saw-Filme. Andere Stimmen wiederum warfen dem Film vor, zu vorhersehbar zu sein, und kritisierten die humoristische Note von Chris Rock in ernsten Folterszenen. Joey Magidson verglich den Film auf Awards Radar mit einer Mischung aus den Filmen Sieben und Nur 48 Stunden. Auch die ersten Pressestimmen in Deutschland sahen relativ ähnlich aus. So lobte die deutsche Filmkritikerin Antje Wessels beispielsweise, dass Darren Lynn Bousman gezeigt hätte, „[…] wie die Neuausrichtung einer Reihe funktioniert“, und schrieb in ihrer Kritik unter anderem: „[Saw: Spiral] besitzt genügend Anleihen an den Ursprung des Franchises, um klar als ,Saw‘-Film zu funktionieren, verhindert durch seinen tonal längst nicht mehr so pessimistischen, dennoch nicht verweichlichten Tonfall jedoch das Gefühl vom ‚More of the Same‘ […]“. Insgesamt sei „[…] dieses inhaltlich recht vorhersehbare Comeback geglückt“. Der Filmkritiker und Podcast-Produzent Andrè Hecker kritisierte die Vorhersehbarkeit des Twists und bezeichnete den Film als uninspiriert. In seiner Kritik auf Letterboxd schrieb Hecker: „[…] Der Film ist keine totale Katastrophe und letztendlich auch wieder einen Ticken besser als Jigsaw von 2017. Aber wir sprechen hier auch von einer Messlatte, die schon im Erdboden versunken war.“ Deutlichere Kritik äußerte Cliff Brockerhoff vom Online-Magazin Film plus Kritik. Für ihn sei Chris Rocks Versuch, das Franchise zu revitalisieren „[…] leider ein Fehlschlag“. Besonders die schauspielerische Leistung des Comedian stoße ihm sauer auf. So sei diese insgesamt „überdreht“ und hätte eigentlich nur eine Komparsenrolle verdient. Brockerhoff resümiert in seiner Kritik, dass der neunte Teil der Reihe „eine seelenlose Imitation des Originals ohne frische Ideen“ sei.

### Einspielergebnis
Das Budget von Saw: Spiral betrug rund 20 Millionen US-Dollar, wodurch der Film zur bisher teuersten Produktion der Reihe wurde. In den Vereinigten Staaten spielte der Film am Startwochenende kurz nach den ersten Wiedereröffnungen von Kinos im Zuge der COVID-19-Pandemie 8,7 Millionen US-Dollar ein und belegte so die Spitzenposition der Kino-Charts. Im Vergleich zum Vorgängerfilm Jigsaw, der 2017 in der ersten Woche ein Einspielergebnis von 17 Millionen US-Dollar verbuchen konnte, fielen die Starteinnahmen somit deutlich geringer aus. Die weltweiten Einnahmen aus Kinovorführungen belaufen sich auf 39,4 Millionen US-Dollar, davon allein 23,2 Millionen im nordamerikanischen Raum. In Deutschland verzeichnete der Film 51.820 Kinobesucher.

## Fortsetzung
Zu der Frage, ob Saw: Spiral eine direkte Fortsetzung bekommen werde, verwies Regisseur Darren Lynn Bousman darauf, dass letztlich der Erfolg und das Einspielergebnis des Films maßgeblich darüber entscheiden würden, ob und wie die Spin-off-Reihe in Zukunft fortgesetzt werden würde. Auch Chris Rock äußerte sein Interesse daran, für ein Sequel zurückzukehren.
Am 29. September 2023 kam in den Vereinigten Staaten, sowie am 30. November 2023 in Deutschland, der zehnte Film der Reihe, Saw X, in die Kinos. Dieser ignoriert die Ereignisse in Saw: Spiral und spielt zwischen dem ersten und zweiten Teil der Reihe.